# We Are Young & Free
We Are Young & Free es el primer álbum de Hillsong Young & Free, grupo de música cristiana contemporánea australiano Hillsong Music. El álbum fue precedido por dos singles en inglés: "Alive" y "Wake", y uno en español: "Vivo Estás". El álbum fue grabado en el Hillsong Convention Centre el 19 de abril de 2013.

## Historia
El álbum fue anunciado mediante la publicación de imágenes del movimiento de jóvenes de Hillsong "Hillsong Young & Free", en un Fan Page oficial. El 22 de marzo, durante la Colour Conference, Young & Free lideró la alabanza y anunció la fecha de liberación del álbum para octubre del 2013. El 10 de abril, la banda comenzó la promoción para la noche de grabación, publicando imágenes con información del evento en Facebook, Twitter y otras redes sociales.

## Lista de canciones[6]
| We Are Young & Free (Live) |                                 |                                                            |                                    |          |  |
| N.º                        | Título                          | Escritor(es)                                               | Líder de alabanza                  | Duración |  |
| 1.                         | «Brighter»                      | Aodhan King, Ben Tan, Melodie Wagner.                      | Melodie Wagner                     | 3:34     |  |
| 2.                         | «Alive»                         | Aodhan King, Alexander Pappas                              | Alexander Pappas b: Melodie Wagner | 3:53     |  |
| 3.                         | «Wake»                          | Joel Davies, Hannah Hobbs, Alexander Pappas                | Taya Smith                         | 4:35     |  |
| 4.                         | «Lifeline»                      | Michael Fatkin, Joel Houston, Renee Sieff, Melodie Wagner. | Renee Sieff b: Melodie Wagner      | 5:06     |  |
| 5.                         | «Close»                         | Aodhan King, Dean Ussher                                   | Aodhan King                        | 5:05     |  |
| 6.                         | «Love Goes On»                  | Jeff Davies, Hannah Hobbs, Laura Toggs                     | Taya Smith b: Laura Toggs          | 4:59     |  |
| 7.                         | «Gracious Tempest»              | Matt Crocker, Marty Sampson, Ben Tan                       | Taya Smith                         | 3:59     |  |
| 8.                         | «End Of Days»                   | Bede Benjamin-Korporaal, Alexander Pappas                  | Alexander Pappas                   | 8:42     |  |
| 9.                         | «Back To Life»                  | Joel Davies, Aodhan King                                   | Melodie Wagner                     | 4:17     |  |
| 10.                        | «In Sync»                       | Matt Crocker, Aodhan King, Ben Tan                         | Tyler Douglas                      | 3:16     |  |
| 11.                        | «Embers»                        | Hannah Hobbs, Ben Tan                                      | Aodhan King                        | 5:52     |  |
| 12.                        | «Sinking Deep»                  | Joel Davies, Aodhan King.                                  | Aodhan King                        | 7:28     |  |
| 13.                        | «Alive [Studio Version]»        | Aodhan King, Alexander Pappas                              | Alexander Pappas                   | 3:47     |  |
| 14.                        | «Wake [Studio Version]»         | Joel davies, Hannah Hobbs, Alexander Pappas                | Taya Smith                         | 4:14     |  |
| 15.                        | «Back To Life [Studio Version]» | Joel Davies, Aodhan King.                                  | Melodie Wagner                     | 3:52     |  |

## Posición en listas
| Lista (2013)                       | Máxima posición |
| ---------------------------------- | --------------- |
| ARIA Top 50 Albums Chart           | 6               |
| Belgian Albums (Ultratop Flanders) | 174             |
| Dutch Albums (Álbum Top 100)       | 46              |
| New Zealand Albums (RMNZ)          | 14              |
| Norwegian Albums (VG-lista)        | 10              |
| UK Independent Albums Chart        | 23              |
| US Billboard 200                   | 22              |
| US Billboard Christian Albums      | 1               |
| US Billboard Digital Albums        | 6               |